# Poslední lovec čarodějnic

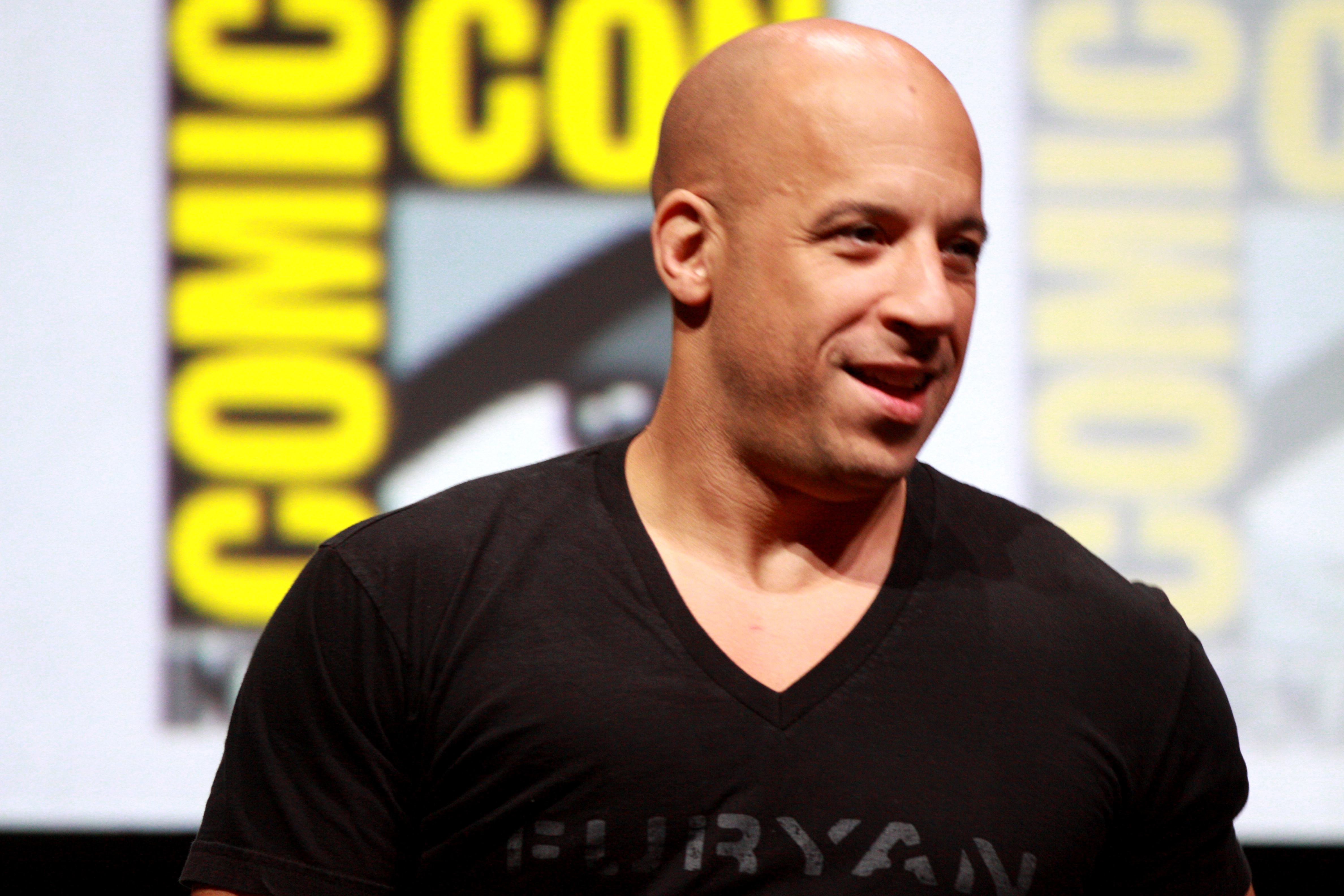
Vin Diesel, představitel Kauldera, na konferenci filmu Riddick

Poslední lovec čarodějnic (v originále The Last Witch Hunter) je celovečerní americký akční film s prvky fantasy. V hlavní roli se představil Vin Diesel, jako Kaulder, a Rose Leslie jako Chloe.

## Obsazení

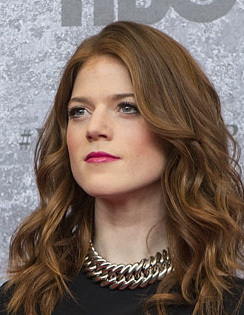
Rose Leslie, představitelka Chloe, na konferenci seriálu Hra o trůny

| Vin Diesel            | Kaulder                     |
| Rose Leslie           | Chloe                       |
| Elijah Wood           | 37. Dolan                   |
| Michael Caine         | 36. Dolan                   |
| Ólafur Darri Ólafsson | Baltasar Ketola/Belial      |
| Julie Engelbrecht     | Královna čarodějnic         |
| Rena Owen             | Glaeser                     |
| Isaach De Bankolé     | Max Schlesinger             |
| Lotte Verbeek         | Helena; Kaulderova manželka |

## Děj
Kaulder je lovec čarodějnic, kterého ve středověku proklela Královna čarodějnic. Královna čarodějnic na zemi seslala epidemii moru, který měl vyhladit lidstvo a zabil Kaulderovu rodinu; manželku Helenu a dceru Elizabeth. Kaulder nakonec ale Královnu porazil, ta jej však stihla před svým koncem proklít. Kaulderovým trestem měl být nekonečný život. O 800 let později Kaulder je stále lovcem čarodějnic pro organizaci Sekera a kříž, jejímž cílem je udržet na zemi mír mezi čarodějnicemi a lidmi. Samotné čarodějnice ale již nejsou upalovány ani zabíjeny, pouze uvězňovány. Kauldera doprovází i kněz, Dolan, jehož hlavním účelem je zaznamenávání Kaulderových úspěchů. 36. Dolan, Kaulderův přítel, se ale již chystá do důchodu a na jeho místo bude dosazen nový, 37. Dolan. Sám 36. Dolan zemře ve spánku v ten den, kdy se rozhodne odejít do důchodu.
Při prozkoumávání bytu 36. Dolana ale Kaulder a 37. Doland objeví stopy černé magie a vyvodí, že 36. Dolan byl zavražděn čaroději. Sám Kaulder o černé magii slyšel naposledy za života Královny čarodějnic. Později se ukázalo, že 36. Dolan není mrtvý, je zakletý, a pokud se má probudit, musí být zabit ten, kdo na něj kouzlo seslal a to do dvou dnů, Kaulder se tedy rozhodne vraha vypátrat.
36. Doland před svojí smrtí zanechal Kaulderovi vodítko, ve kterém ho nabádá, aby si vzpomněl na svoji smrt. Lovec čarodějnic tedy vyhledá bar, který vlastní čarodějnice Chloe a Miranda, a požádá Chloe o namíchání nápoje, který mu pomůže vzpomenout si. Chloe váhá, ale nakonec ze zvědavosti souhlasí. Zatímco Kaulder znovu prožívá svoji smrti, v baru se objeví čaroděj Baltasar Ketola, známý jako Belial. Právě ten na 36. Dolana seslal kouzlo, napadl Chloe a spálil bar. Kaulder je ze snu probuzen a nestihl zjistit, co se mu 36. Doland snažil říct, místo toho požádá Chloe o to, aby mu nápoj namíchala znovu. Pro získání ingrediencí se musí vypravit za spolumajitelkou baru, Mirandou, tu ale najdou mrtvou a rostlinu nenajdou. Ve snaze ingredience získat Kaulder navštíví starou a mocnou čarodějnici Danique. Nicméně, Danique má s Kaulderem nekalé úmysly a pokusí se jej uvrhnout do nekonečného snu, ze kterého ho vysvobodí až Chloe, která má nadání pro ovládání mysli.
Když Kaulder zjistí, čeho je Chloe schopná, prosí ji, aby do jeho mysli vstoupila a pomohla mu vzpomenout si, ona nakonec přijímá. Lovec ve snu zjistí, že tělo čarodějnice sice zemřelo, ale její srdce ne. Když se totiž Kaulderovi spolubojovníci pokusí srdce zničit, zjistí, že Kaulder je na něj napojený a pokud srdce zničí, zabijí i jednoho z mála lovců čarodějnic. Dolanda se Kaulder zželí a srdce ukryje. Kaulder zjistil, že organizace Sekera a kříž jej zradila a že Královna čarodějnic jej pouze využívá, aby se později mohla vrátit a svoji nesmrtelnost si vzít zpět.
Kaulder, Chloe a 37. Dolan se vrací do kostela a zjišťují, že Královna se chce vrátit a svoji energii čerpá z čarodějnic uvězněných Sekerou a křížem. Chloe vstoupí do mysli nejslabšího vězně a zabije ho, čímž zemře i ve skutečnosti. Tím Královnu oslabuje. Kaulder zabije Beliala a bojuje s Královnou, která je nablízku. V tu chvíli se 37. Dolan ukáže jako zrádce, který se Kaulderovi mstí za to, že zabil jeho rodiče-čaroděje. Požádá tedy Královnu o to, aby mu dala schopnosti, ona ho místo toho zabije. Kaulder dále bojuje s Královnou v mysli a až obraz zesnulé dcery a manželky ho donutí vstát a bojovat doopravdy. Kaulder mečem zabije tělo Královny a chystá se zničit i srdce, když jej Chloe zastaví a připomene mu, že je se srdcem spojený a je příliš cenný na to, aby zemřel.
36. Dolan se probouzí a nakonec se uvolí a odkládá svůj důchod, aby mohl Kaulderovi pomáhat. Kaulder zůstává nesmrtelným, ale odchází od Sekery a kříže. Film končí slabým zvukem tepu v jedné z Kaulderových zbraní v jeho bytě.

## Pokračování a recenze
Dne 17. června 2015 uvedl Vin Diesel na svém Facebook profilu, že nehodlá s filmem Poslední lovec čarodějnic ještě skončit. Ale ačkoliv pokračování bylo původně plánováno, chudý rozpočet možná další natáčení překazí. V Severní Americe film vydělal 27 400 000 $, ve zbytku světa to bylo 113 000 000 $. Samotný rozpočet filmu tvořil 90 milionů amerických dolarů.
Samotný film má od kritiků převážně negativní hodnocení. Na serveru Rotten Tomatoes má film rating pouze 17 % při 114 recenzích. Průměrné hodnocení je 3,8/10 bodů. Ke 20. březnu 2016 má film na Česko-Slovenské filmové databázi hodnocení 56 %,